# Jan De Vostunnel
De Jan De Vostunnel is een tunnel voor het wegverkeer op de Belgische autosnelweg A112 nabij Antwerpen-Kiel. De tunnel bestaat uit twee tunnelkokers en is gelegen onder het Jan De Vosplein en onder de middenberm van de Jan De Voslei. De tunnel verbindt het verkeersknooppunt Antwerpen-Centrum met de A12 richting Brussel.
De tunnel werd genoemd naar Jan De Vos, die van 1909 tot 1921 burgemeester van Antwerpen was. De tunnel werd aangelegd na 1969 en voor 1983. Hij verving een korte tunnel bij de Camille Huysmanslei. Deze korte tunnel, die enkel onder deze ene straat ging, werd gebouwd in de tweede helft van de jaren 60. De weg door de tunnel liep naar de R1 met de Kennedytunnel, die in dezelfde periode gebouwd werd, en naar de Amerikalei via de Amamtunnel.
Bevrijdingstunnel · Blauwtorentunnel · Bolivartunnel · Jeanne Brabantstunnel · Jos Brabantstunnel · Craeybeckxtunnel · Frans Tijsmanstunnel · Gasthuistunnel · Jan De Vostunnel · Kennedytunnel · Krijgsbaantunnel · Liefkenshoektunnel · Sint-Annatunnel · Van Eycktunnel · Valaartunnel · Waaslandtunnel